# 天主教聖路易斯波托西總教區
天主教聖路易斯波托西總教區（拉丁語：Archidioecesis Sancti Ludovici Potosiensis）是羅馬天主教一個教省總教區，下轄三個教區。
總教區位於墨西哥聖路易斯波托西州西南部，成立於1988年11月5日（其前身的教區成立於1854年8月31日）。2010年有教友1,845,000人，佔轄區總人口95.8%。教區下轄107個堂區，有264名司鐸。現任教區總主教為若瑟·卡洛·卡布雷羅·羅梅洛。